# Aasiaat Musikskole
Aasiaat Musikskole er en musikskole i Aasiaat på Grønlands vestkyst.
Skolen er en fritidsskole, som tilbyder undervisning i både sang, kalattuut (traditionel grønlandsk dans), moderne dans, musikteori, musikkhistorie, billedekunst, medievidenskab og instrumenter. Den henvender sig primært for børn og unge, men er åben for alle aldersgrupper.
| Grønland | Spire Denne artikel om et firma eller en virksomhed i Grønland er en spire som bør udbygges. Du er velkommen til at hjælpe Wikipedia ved at udvide den. |

|  | Denne artikel kan blive bedre, hvis der indsættes geografiske koordinater Denne artikel omhandler et emne, som har en geografisk lokation. Du kan hjælpe ved at indsætte koordinater i wikidata. |